# Seychelle-szigeteki békafélék
A Seychelle-szigeteki békafélék (Sooglossidae) a kétéltűek (Amphibia)) osztályába és  a békák (Anura) rendjébe tartozó család.

## Rendszerezés
A családba az alábbi 2 nem és 4 faj tartozik:
- Sechellophryne Nussbaum & Wu, 2007 
  - Sechellophryne gardineri (Boulenger, 1911)
  - Sechellophryne pipilodryas (Gerlach & Willi, 2002)

- Sooglossus Boulenger, 1906 
  - Seychelle-szigeteki béka (Sooglossus sechellensis)  (Boettger, 1896)
  - Sooglossus thomasseti (Boulenger, 1909)